# Hamelia barbata
Hamelia barbata är en måreväxtart som beskrevs av Paul Carpenter Standley. Hamelia barbata ingår i släktet Hamelia och familjen måreväxter. Inga underarter finns listade i Catalogue of Life.